# Lišany (ort i Tjeckien, Ústí nad Labem)
Lišany är en ort i Tjeckien.   Den ligger i regionen Ústí nad Labem, i den nordvästra delen av landet, 60 km nordväst om huvudstaden Prag. Lišany ligger 195 meter över havet och antalet invånare är 153.
Terrängen runt Lišany är platt åt nordväst, men åt sydost är den kuperad. Lišany ligger nere i en dal.Runt Lišany är det ganska glesbefolkat, med 34 invånare per kvadratkilometer. Närmaste större samhälle är Most, 17,6 km norr om Lišany. Trakten runt Lišany består till största delen av jordbruksmark.